# Fusinus luteopictus
Fusinus luteopictus är en snäckart som först beskrevs av Dall 1877.  Fusinus luteopictus ingår i släktet Fusinus och familjen Fasciolariidae. Inga underarter finns listade i Catalogue of Life.